# 中村ひろみ
中村 ひろみ（なかむら ひろみ、1962年12月1日 - ）は日本の声優、女優。宮崎県出身。

## 人物
かつては81プロデュースに所属しており、ドラマティック・カンパニーの一員であった。
声優としては、アニメ、外画吹き替えなどで活躍しており、MCとしても活躍している。
趣味・特技はローラースケート。
現在は諸事情により休業しており、長年担当していた『それいけ!アンパンマン』のウサ子役をTVシリーズは2021年、劇場版は2022年を最後に出演を見合わせている。
ウサ子は佐武宇綺が代演した2022年10月28日放送分以降は後任を立てず劇中ではセリフを発さないか出番を減らすことで対応しているが、2025年8月15日放送分では工藤晴香がポッポちゃん役で出演してノンクレジットだが担当した。(Xではポッポちゃんとウサ子で出演と告知している)

## 出演

### テレビアニメ
- それいけ!アンパンマン（1988年 - 2021年、ウサ子、チビいろえんぴつ（黄色）〈初代〉、ポー〈2代目〉、チューリップさん〈初代〉、コカブ〈2代目〉、ゼリーちゃん〈2代目〉、だいりくん〈3代目〉、ちくわん〈2代目〉、こんにゃくん〈2代目〉、コマべえ〈初代〉、ストロベリーアイス、ほのおくん〈2代目〉、キンちゃん〈2代目〉、ネコ美〈代役〉、フーちゃん〈初代〉、黒ういろう〈初代〉 他）
- 昆虫物語 みなしごハッチ（1989年 - 1990年、トンボの女の子、キチョウ、チート、アメンボの女の子、モンシロチョウの母、シジミチョウ、アイ）
- 藤子・F・不二雄アニメスペシャル SFアドベンチャー T・Pぼん（1989年）
- おぼっちゃまくん（1990年）
- 魔法のエンジェルスイートミント（1990年、デイジー）
- おばけのホーリー（1991年、コロンボン）
- ゴールFH（1994年）
- ヤンボウ ニンボウ トンボウ（1995年、子供、クオン）
- Night Walker -真夜中の探偵-（1998年、弥生〈子供〉）
- 爆走兄弟レッツ&ゴー!! MAX（1998年、少年）
- KAIKANフレーズ（1999年、レポーター）

### 劇場アニメ
1988年
- はれときどきぶた

1990年
- それいけ!アンパンマン ばいきんまんの逆襲（ウサ子）

1991年
- それいけ!アンパンマン とべ! とべ! ちびごん（ウサ子）

1992年
- それいけ!アンパンマン つみき城のひみつ（ウサ子）

1993年
- それいけ!アンパンマン 恐竜ノッシーの大冒険（ウサ子）

1995年
- それいけ!アンパンマン ゆうれい船をやっつけろ!!（ウサ子）

1996年
- それいけ!アンパンマン 空とぶ絵本とガラスの靴（ウサ子）

1997年
- それいけ!アンパンマン 虹のピラミッド（ウサコ）
- それいけ!アンパンマン ぼくらはヒーロー（ウサコ）

1998年
- それいけ!アンパンマン てのひらを太陽に（ウサコ）

1999年
- それいけ!アンパンマン 勇気の花がひらくとき（ウサコ）

2000年
- それいけ!アンパンマン 人魚姫のなみだ（ウサコ）

2001年
- それいけ!アンパンマン ゴミラの星（ウサコ）

2002年
- それいけ!アンパンマン ロールとローラ うきぐも城のひみつ（ウサコ）

2003年
- それいけ!アンパンマン ルビーの願い（エメラ）

2004年
- それいけ!アンパンマン 夢猫の国のニャニイ（ウサ子）

2005年
- それいけ!アンパンマン ハピーの大冒険（ウサ子）

2006年
- それいけ!アンパンマン いのちの星のドーリィ（ウサ子）

2007年
- それいけ!アンパンマン シャボン玉のプルン（ウサ子）

2008年
- それいけ!アンパンマン 妖精リンリンのひみつ（ウサ子）

2009年
- それいけ!アンパンマン だだんだんとふたごの星（ウサ子）
- それいけ!アンパンマン ばいきんまんvsバイキンマン!?（ウサ子）

2010年
- それいけ!アンパンマン ブラックノーズと魔法の歌（ウサ子）

2011年
- それいけ!アンパンマン すくえ! ココリンと奇跡の星（ウサ子）

2012年
- それいけ!アンパンマン よみがえれ バナナ島（ウサ子）
- それいけ!アンパンマン リズムでてあそび アンパンマンとふしぎなパラソル（ウサ子）

2014年
- それいけ!アンパンマン たのしくてあそび ママになったコキンちゃん!?（ウサ子）
- それいけ!アンパンマン りんごぼうやとみんなの願い（ウサ子）

2015年
- それいけ!アンパンマン ミージャと魔法のランプ（ウサコ）

2017年
- それいけ!アンパンマン ブルブルの宝探し大冒険!（ウサ子）

2018年
- それいけ!アンパンマン かがやけ!クルンといのちの星（ウサ子）

2019年
- それいけ!アンパンマン きらめけ!アイスの国のバニラ姫（ウサ子）

2021年
- それいけ!アンパンマン ふわふわフワリーと雲の国（ウサ子）

2022年
- それいけ!アンパンマン ドロリンとバケ〜るカーニバル（ウサ子）

### OVA
- 学園特捜ヒカルオン（1987年）
- 吸血姫美夕（1988年、女生徒）
- 独身アパートどくだみ荘（1989年）
- トップをねらえ!（1989年）
- 花平バズーカ（1992年、女）
- サンゴの海と王子（2000年、養母）
- やなせたかしメルヘン劇場 わらうぼうし リトル・ボオ（2008年、ペンギン妃）

### カセットブック
- アルスラーン戦記4 汗血公路（イリーナ）
- アルスラーン戦記5 征馬弧影（イリーナ）
- アルスラーン戦記7 王都奪還（イリーナ）

### 吹き替え
- ラングーンを越えて